# Véloroute du canal de Bourgogne
La véloroute du canal de Bourgogne est un aménagement cyclable long de 227 km, situé en France, qui longe le canal de Bourgogne entre Migennes dans le département de l'Yonne et Dijon dans le département de la Côte-d'Or. L'ensemble de la piste se situe en Bourgogne-Franche-Comté.

## Parcours
La piste suit le canal et passe par les villes ou bourgs de Migennes, Saint-Florentin, Tonnerre (Yonne), Tanlay, Montbard, Pouilly en Auxois. Dans cette localité, le canal emprunte un tunnel de 3 km de long pour franchir la partie la plus haute du parcours : la piste cyclable reste en surface et longe les puits d'aération du canal. La piste retrouve le canal un peu avant Vandenesse-en-Auxois. Elle s'engage avec le canal dans la vallée étroite de l'Ouche à partir de Pont-d'Ouche qu'elle suit jusqu'à Dijon. Dans la mesure où la piste cyclable suit le canal le dénivelé est réduit. Entre Migennes et Pouilly-en-Auxois, l'altitude de la piste, qui est de 83 mètres à Migennes, culmine à 420 mètres à Pouilly-en-Auxois et redescend à 239 mètres à Dijon.

## Équipements
L'aménagement réutilise l'ancien chemin de halage du canal de Bourgogne. La partie comprise entre Migennes et Tonnerre (environ 50 km) n'a reçu aucun aménagement spécial. De la sortie de Dijon à Ouges jusqu'à Pont-de-Pany, la piste est revêtue d'un enrobé lisse. Sur le reste du parcours le revêtement est en compacté de qualité variable. Sur la partie aménagée, un fléchage indique à chaque croisement avec un axe routier les distances jusqu'aux agglomérations suivantes. Aux principales étapes, on trouve des plans de la véloroute et de circuits secondaires empruntant de petites départementales et conduisant vers des sites touristiques.

## Investissement et utilisation
Le cout d'investissement initial de la partie aménagée de la véloroute se monte en moyenne selon une étude effectuée en 2009 à 16 k€ par kilomètre avec des retombées économiques annuelles de 25 k€ par km et par an. L'essentiel de ces retombées est liée à la fréquentation par les touristes itinérants à vélo. Ces derniers sont majoritairement étrangers. La fréquentation totale des pistes du tour de Bourgogne, qui englobe également l'itinéraire qui suit le canal du Nivernais et la piste cyclable entre Chalon-sur-Saône et Mâcon via Cluny, est estimé à 1 million d'utilisateurs par an.

## Galerie

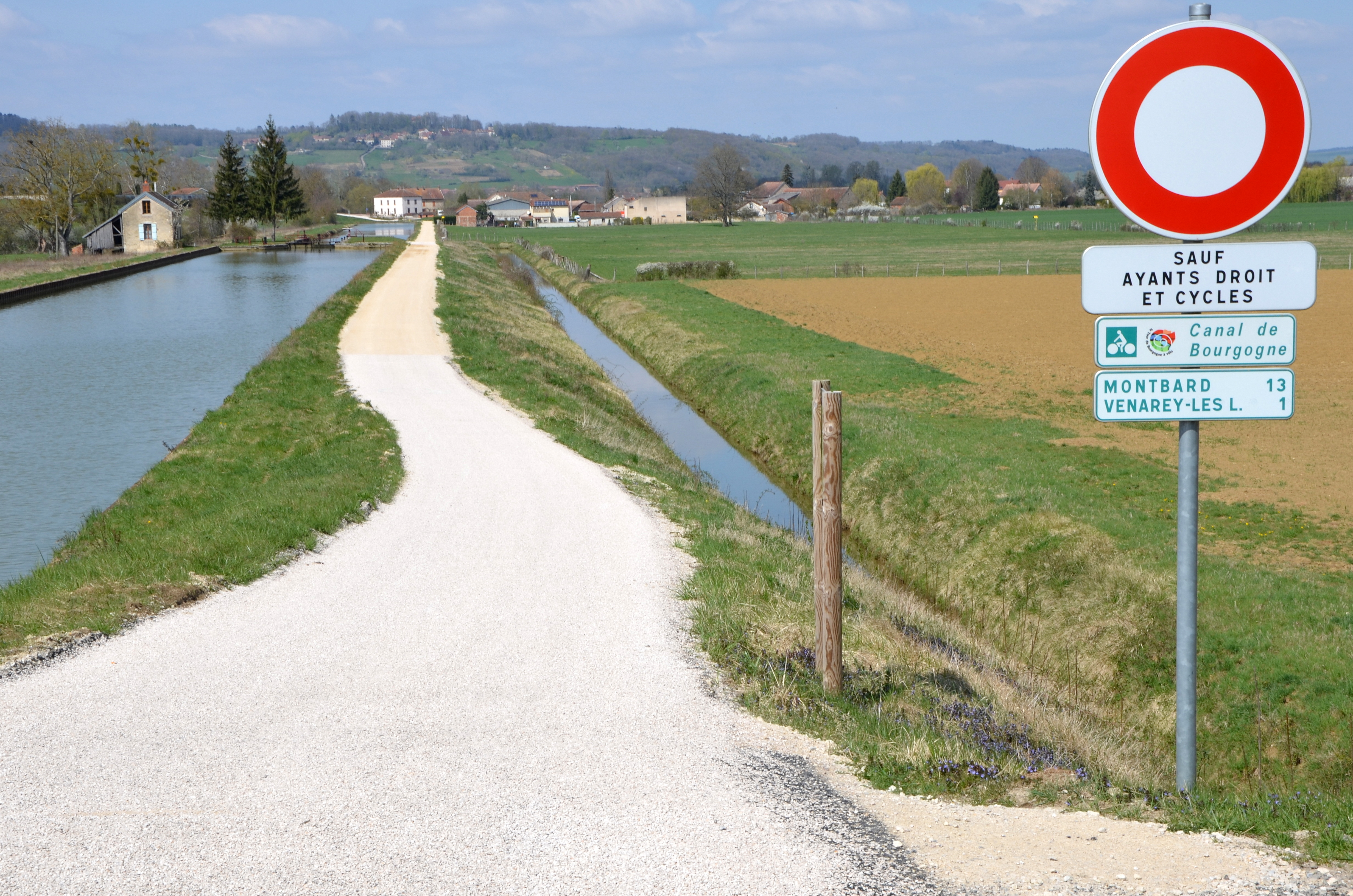
Signalétique
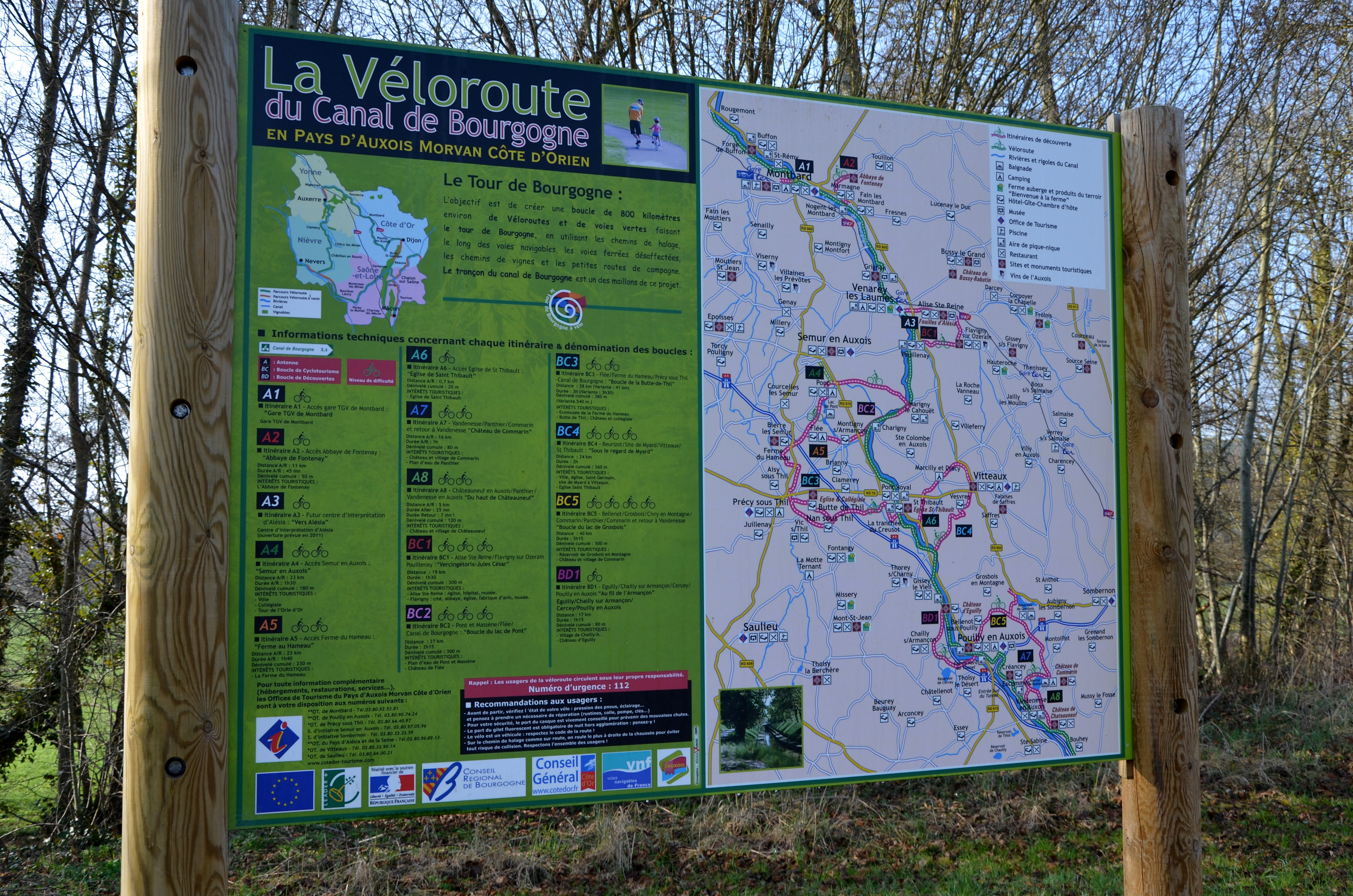
Plan
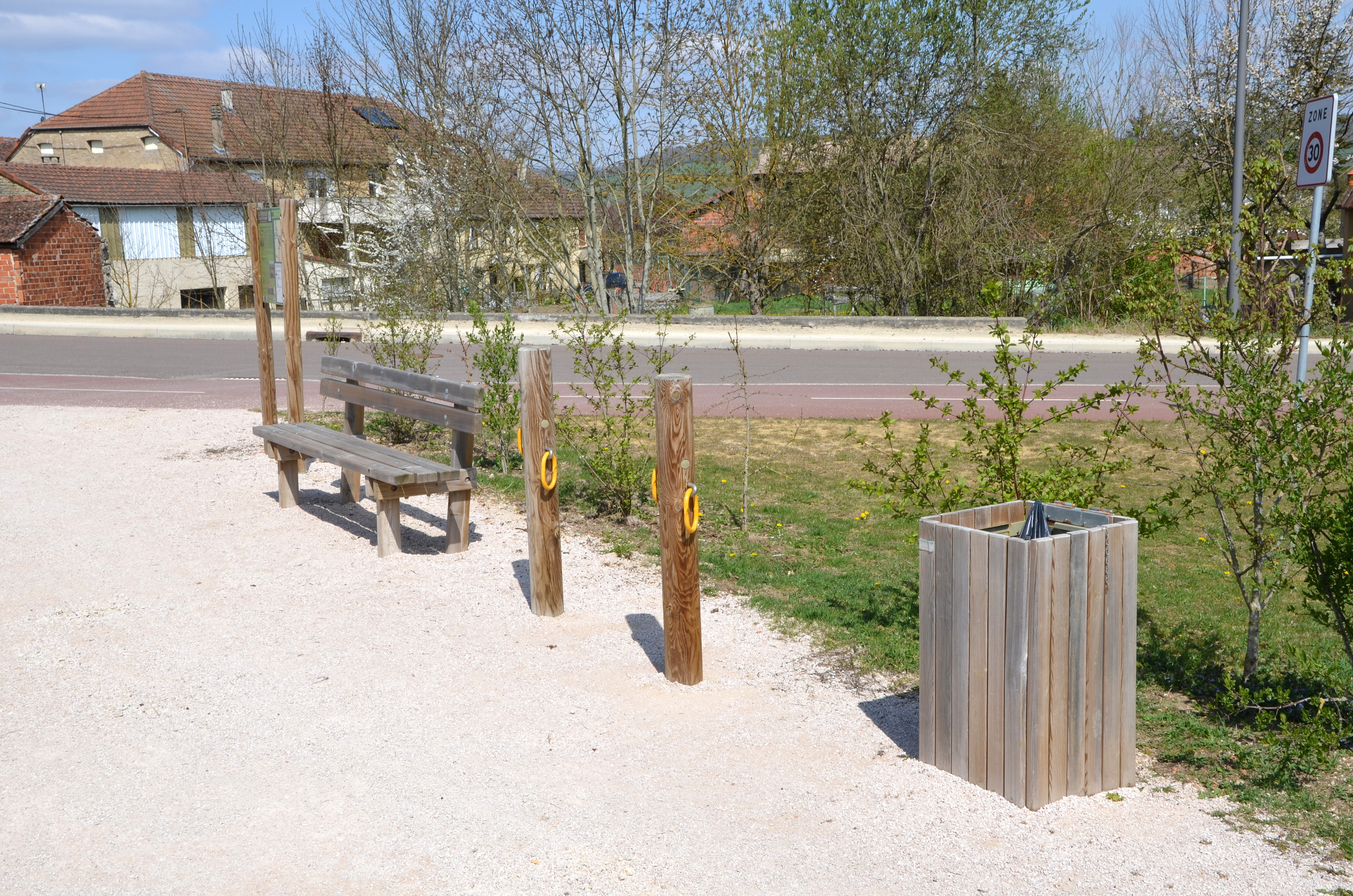
Exemples d'équipement